# Белград (Монтана)
Белград (англ. Belgrade) — місто (англ. city) в США, в окрузі Галлатін штату Монтана. Населення — 10 460 осіб (2020). Найбільше місто штату з тих, що не є окружними центрами.

## Географія
Белґрад розташоване у південно-західній частині штату. Висота над рівнем моря — 1350—1370 метрів. Місто обслуговує міжнародний аеропорт Бозмен-Єллоустон.
Белґрад розташований за координатами 45°47′0″ пн. ш. 111°10′34″ зх. д. / 45.78333° пн. ш. 111.17611° зх. д. (45.783202, -111.176082). За даними Бюро перепису населення США в 2010 році місто мало площу 8,42 км², уся площа — суходіл. В 2017 році площа становила 9,86 км², уся площа — суходіл.

### Клімат
Місто знаходиться у зоні, котра характеризується вологим континентальним кліматом з теплим літом. Найтепліший місяць — липень із середньою температурою 13.9 °C (57 °F). Найхолодніший місяць — січень, із середньою температурою -6.7 °С (20 °F).
| Клімат Белграда         | Клімат Белграда | Клімат Белграда | Клімат Белграда | Клімат Белграда | Клімат Белграда | Клімат Белграда | Клімат Белграда | Клімат Белграда | Клімат Белграда | Клімат Белграда | Клімат Белграда | Клімат Белграда | Клімат Белграда |
| Показник                | Січ.            | Лют.            | Бер.            | Квіт.           | Трав.           | Черв.           | Лип.            | Серп.           | Вер.            | Жовт.           | Лист.           | Груд.           | Рік             |
| Абсолютний максимум, °C | 5,7             | 7,4             | 10              | 16,1            | 18,1            | 25,1            | 27,1            | 28,2            | 22,9            | 16,5            | 11,2            | 5,8             | 28,2            |
| Середній максимум, °C   | 0               | 2               | 4               | 8               | 14              | 19              | 24              | 23              | 18              | 12              | 4               | 0               | 11              |
| Середня температура, °C | −6              | −5              | −2              | 1               | 6               | 10              | 13              | 13              | 8               | 4               | −2              | −6              | 3               |
| Середній мінімум, °C    | −13             | −11             | −9              | −5              | 0               | 2               | 4               | 3               | 0               | −3              | −8              | −12             | −4              |
| Абсолютний мінімум, °C  | −22,3           | −18,8           | −11,3           | −8,3            | −1,8            | 0,4             | 2,6             | 1,8             | −1,1            | −5,5            | −14,8           | −19,8           | −22,3           |
| Норма опадів, мм        | 60              | 40              | 60              | 80              | 110             | 110             | 50              | 50              | 70              | 60              | 60              | 50              | 870             |
| Днів з опадами          | 14              | 13              | 15              | 15              | 16              | 15              | 11              | 10              | 10              | 10              | 13              | 14              | 156             |
| ----------------------- | --------------- | --------------- | --------------- | --------------- | --------------- | --------------- | --------------- | --------------- | --------------- | --------------- | --------------- | --------------- | --------------- |
| Джерело: Weatherbase    |                 |                 |                 |                 |                 |                 |                 |                 |                 |                 |                 |                 |                 |

## Демографія
Згідно з переписом 2010 року, у місті мешкало 7389 осіб у 2965 домогосподарствах у складі 1877 родин. Густота населення становила 877 осіб/км². Було 3174 помешкання (377/км²).
Расовий склад населення:
| - 94,2 % — білих - 1,0 % — корінних американців - 0,5 % — азіатів - 0,4 % — чорних або афроамериканців - 0,1 % — вихідців з тихоокеанських островів - 1,2 % — осіб інших рас |

До двох чи більше рас належало 2,5 %. Частка іспаномовних становила 3,8 % від усіх жителів.
За віковим діапазоном населення розподілялося таким чином: 27,5 % — особи молодші 18 років, 66,8 % — особи у віці 18—64 років, 5,7 % — особи у віці 65 років та старші. Медіана віку мешканця становила 30,8 року. На 100 осіб жіночої статі у місті припадало 102,2 чоловіків; на 100 жінок у віці від 18 років та старших — 102,6 чоловіків також старших 18 років.
Середній дохід на одне домашнє господарство становив 57 974 долари США (медіана — 47 379), а середній дохід на одну сім'ю — 63 781 долар (медіана — 58 662). Медіана доходів становила 40 350 доларів для чоловіків та 30 315 доларів для жінок. За межею бідності перебувало 10,0 % осіб, у тому числі 10,8 % дітей у віці до 18 років та 0,0 % осіб у віці 65 років та старших.
Цивільне працевлаштоване населення становило 4288 осіб. Основні галузі зайнятості: освіта, охорона здоров'я та соціальна допомога — 23,6 %, роздрібна торгівля — 17,7 %, мистецтво, розваги та відпочинок — 13,3 %, науковці, спеціалісти, менеджери — 12,3 %.